# ポーランド農民党
ポーランド農民党（ポーランドのうみんとう、Polskie Stronnictwo Ludowe, 略称：PSL）は、ポーランドの中道右派政党。英語圏のメディア等でPolish People's Party の訳を用いるものがあるため、日本語でポーランド国民党とされることもあるが，現地を知る研究者らの間ではPolish Peasant Partyの訳が広く浸透している。日本の研究者の間でも「農民党」と呼ばれていることが多い。

## 概説

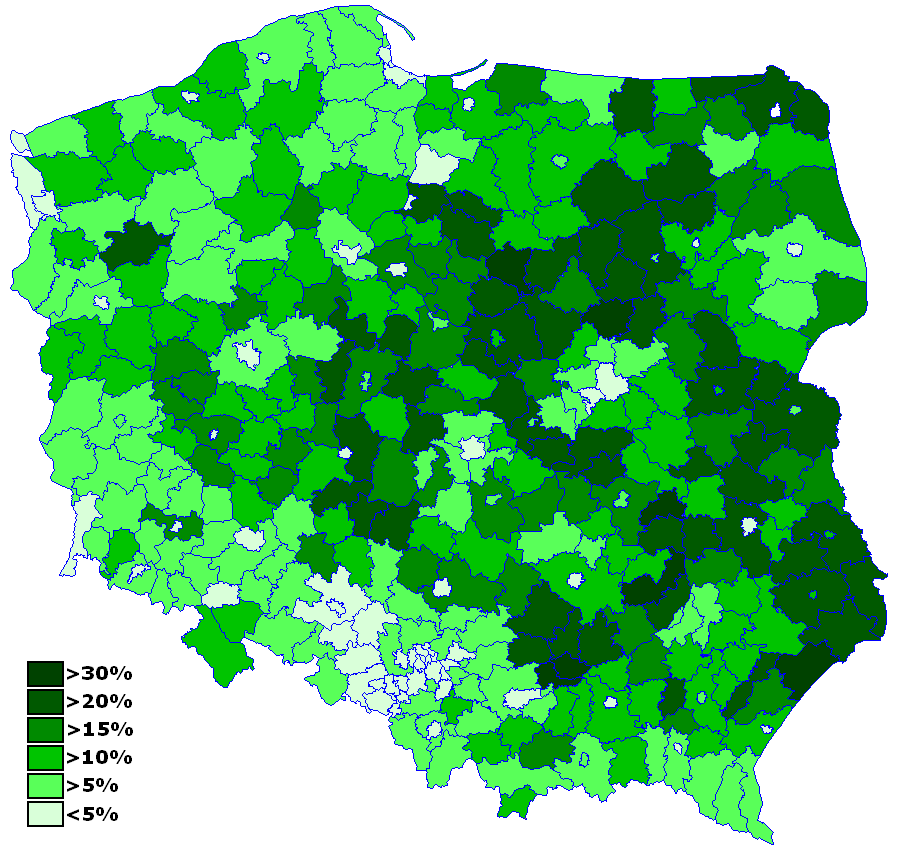
2007年総選挙における郡別のPSL得票率。中部から東部を中心とした色が濃い地域ほど農民党の支持が強いことを示している。

19世紀末に当時のオーストリア領で結成され、名称は様々に変化しているが、現在まで存続している政党で農村部における農業従事者を主な支持基盤としている。現在のポーランド農民党（ポーランドのうみんとう、ポーランド語：Polskie Stronnictwo Ludowe, 略称：PSL）は、共産党政権下において衛星政党として存在していた統一農民党が1989年11月に活動を停止した後、新たに組織されたポーランド農民党「再生」（PSL “Odrodzenie”）と、1989年に独自結成されたポーランド農民党（PSL）が、1990年5月5日に合同して結成された政党である。
1993年から2003年までは中道左派政党の民主左翼連合（SLD）と、2007年の議会選挙から2015年までは中道右派政党である市民プラットフォーム（PO）と、それぞれ連立政権を組んでいた。

## 政策
新農村主義とカトリックに依拠する中道右派政党で、経済面では社会的生存権を重視。調停者として国家の経済への一定の介入余地を確保したうえで社会事業には原則的に民間の企業が主導する形での連帯経済を主張している。基本的に民間ができることは民間がやるべきで国家や自治体は関わるべきではないというのが、時によって国王や領主などの権力者にひどく搾取されてきた農民たちの多いヨーロッパ伝統の農村主義の自由放任主義（レッセフェール）の考えであるが、この政党はその昔ながらの農村主義よりも多少は国家の役割に比重を置いている。地方分権と欧州連合（EU）によるヨーロッパ統合も重視している。
農家独自の健康保険制度や年金制度を全国的な国民健康保険制度や国民年金制度に組み込む社会福祉改革や、これまでさまざまな所得控除、還付金、農業補助金などの優遇措置により結果として事実上の所得税負担をせずに済んでいた中小規模の農家に対し実質的にある程度の所得税負担を課すことになる会計制度や税制の改革に強く反対しており、この2点においては国家権力は信用できないとして国家による農村支配に激しく抵抗してきたヨーロッパ伝統の農村主義の保守性を断固として堅持している。この2点を巡っては、国民健康保険と国民年金のそれぞれの一元化を目指し、また国民の血税で建設したインフラを使用しているのだから中小農家も多少は社会的負担をすべきだと主張するPOと連立与党内で激しく対立しており、これらの問題の解決については少なくとも次の総選挙までは連立与党を維持する必要上、当面は棚上げとなっている。

## 歴史

### 19世紀末～第2次世界大戦

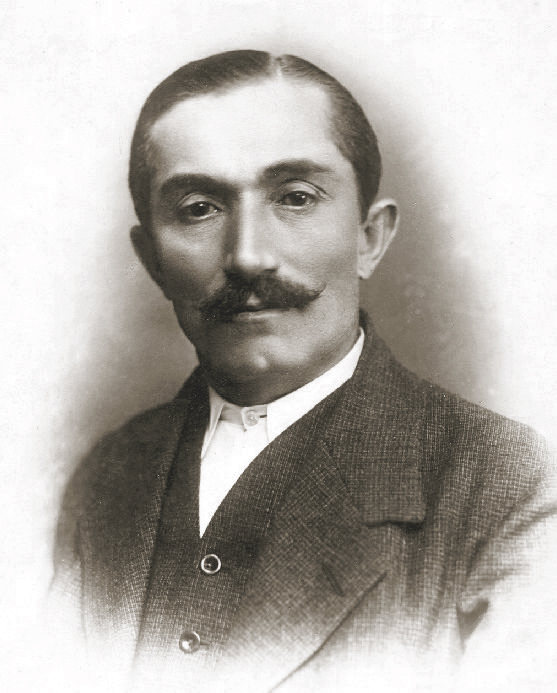
ヴィンツェンティ・ヴィトス

19世紀末の1895年、オーストリア領で農民党（Stronnictwo Ludowe,SL）が結成された。当初は議会選挙における集票組織としての性格が強かったが、1903年にポーランド農民党（PSL）に改称し明確な政治綱領を有する政党となり、1913年の議会選挙で議会進出を果たした。当時の農民党は議会政治家であるヴィンツェンティ・ヴィトス（en:Wincenty Witos）の指導下で穏健路線を採っていたが、これに反発した急進派が1913年に農民党左派を結成したことで分裂した（1915年にロシア領で結成された解放派に合流）。
独立後のポーランドにおいて農民党ピャスト派は中道政治勢力を代表する政党として存在感を発揮した。農地改革については穏健な立場を採り、国家における教会の役割も容認し、辺境におけるポーランド人の地位向上を主張した。中道政党でありながら右派政党であるエンデツィア（ポーランド国民民主党）との連立を志向していた。そして地域的にはガリツィア地域で優勢だったものの、旧ドイツ領での影響力は殆ど無かった。一方、農民党解放派は急進的な農地改革・反教権主義・少数民族自治を主張するなど、左翼政党であるポーランド社会党と共通の立場をとった。解放派の勢力は旧ロシア領に限定され、それ以外の地域では著しく弱かった。
ピャスト派や解放派などに分裂していた農民党諸勢力は、1926年のユゼフ・ピウスツキによるクーデター以後、大同団結し1931年3月に統一を実現、ヴィトス率いる農民党は権威主義的政権下における最大野党勢力として活躍、国外で結成された穏健派のモルジュ戦線と協同した。1939年9月にナチス・ドイツのポーランド侵攻で第二次世界大戦が勃発すると、農民党は抵抗運動（レジスタンス）に参加し、ポーランド亡命政府に党首のスタニスワフ・ミコワイチク（en）を送り込んだ。

### 共産党政権時代

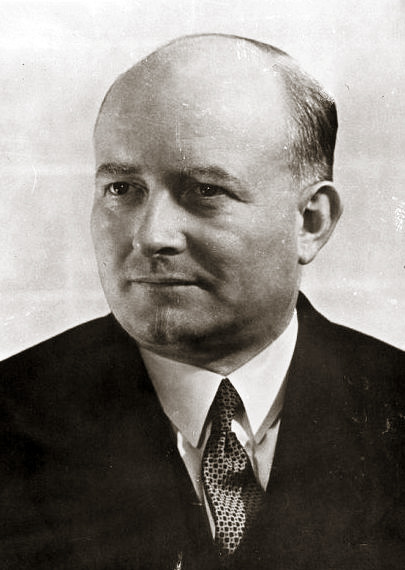
スタニスワフ・ミコワイチク

#### ポーランド農民党再建
ポーランド挙国一致臨時政府（ポーランド亡命政府とルブリン政権が合同して45年6月末に発足）の閣僚（副首相兼農業・農地改革相）として入閣していたポーランド亡命政府首相ミコワイチク（1945年6月に帰国）は、1945年8月22日にポーランド農民党（PSL）を再建した。
発足当初からポーランド労働者党（Polska Partia Robotnicza、以下「労働者党」）に対抗する勢力として、国民の強い支持を集め、労働者党の衛星政党であるルブリン農民党（ルブリン委員会の構成員として参加していた「人民の意思」派によって44年9月に結成された。正式名称は「農民党」（SL）であるがミコワイチクの党と区別するため本稿では「ルブリン農民党」と表記する）からも参加者が相次ぎ、その勢いは幾つかの地方組織を壊滅状態に追い込むほどであった。そして全国国民協議会（Krajowa Rada Narodowa、KRN。1944年1月1日に臨時政府樹立までの立法と行政の機能を有する「ポーランド国民の事実上の政治代表機関として」で労働者党が結成した組織）幹部会が45年10月16日に「政党乱立と細分化を抑えるため」として政党登録停止措置を打ち出した結果、農民党が反労働者党勢力唯一の政治的受け皿となったため、1946年初頭には党員数が労働者党や社会党の合計を上回る60万名を超えた。

#### 労働者党による弾圧
農民党の支持拡大に危機感を戴いた労働者党は、治安組織や行政当局による党活動妨害（活動家の逮捕や暗殺、紙の配給制限による出版妨害、農民党閣僚の権限縮小など）やKRNの議席配分をルブリン農民党よりも少なくするなど、農民党の孤立化と党勢拡大を阻止しようと画策した。そして総選挙実施に先立って6月30日に行われた国民投票で農民党に揺さぶりをかけるとともに、指導者のミコワイチクを「反動勢力の手先」として攻撃するプロパガンダも積極的に展開された。国民投票が圧倒的な賛成「多数」で成立した後、1947年1月19日に総選挙が実施されることになった。農民党は労働者党や社会党などを中心とする選挙ブロック（民主ブロック）への参加を拒否し、国民的な支持を背景に単独で選挙に挑むことを決定した。

#### 選挙での「敗北」
しかし、逮捕や尋問・活動妨害などの行政的圧力、党青年組織「青年闘争同盟（Związek Walki Młodych）」を動員した大衆扇動など労働者党による弾圧により農民党の選挙活動は困難を極めた。1947年初頭には選挙区候補者147名、全国区候補者15名、地方活動家約2000名が投獄された。また全国52選挙区中10選挙区における農民党候補者リストが無効を宣告されたことで、全有権者の2割以上が4党ブロックか農民党かという選択権を失う結果となった。こうした中で行われた47年1月19日の総選挙は、4党「民主ブロック」が得票率80.1％で394議席（うち労働者党114・社会党116・ルブリン農民党109・民主党41・その他14）を獲得して「圧勝」、農民党は得票率10.3％で28議席に留まり、決定的な打撃を受けた。そして選挙ブロックへの加入を支持していたヴィツェフ（Czesław Wycech）が公然とミコワイチクを批判し初め、党を追放されたヴィツェフらは4月2日にポーランド農民党「左派」（PSL-Lewica）を結成した。選挙後再び、逮捕や尋問、家宅捜査、国民評議会や国家機関からの排除が敢行された結果、5月頃までに農民党は活動停止状態に追い込まれ、身の危険を感じたミコワイチクは10月に英米両国大使館の手を借りてポーランドを脱出した。

#### 農民党の衛星政党化
労働者党による弾圧によって、野党としての機能を奪われたポーランド農民党は、農民党「左派」が党執行部を引継ぎ1949年11月にルブリン農民党と合同して統一農民党（Zjednoczone Stronnictwo Ludowe, 略称：ZSL）となった。統一農民党は、1956年10月にヴワディスワフ・ゴムウカがポーランド統一労働者党（PZPR 1948年に労働者党と社会党が合同して結成）第1書記に就任したことによる政治的自由の緩和、いわゆる「10月の春」の時期にやや自立的傾向を見せたものの、統一労働者党を中心とする統一戦線の忠実な一員（衛星政党）として、1989年の統一労働者党政権崩壊まで労働者党の農民支部としての機能を果たしていた。

### 体制転換以後

#### ポーランド農民党の復活
1989年6月に行われた部分的自由選挙の結果、独立自主管理労働組合「連帯」　（以下「連帯」）が圧勝し、同年9月「連帯」による非共産党政権が発足した。これにより統一農民党は同年11月26日、党としての活動停止を決議し、新たにポーランド農民党「再生派」（PSL“Odrodznie”）を結成、ボンク（Henryk Bąk）が独自に結成したポーランド農民党と合同して、1990年5月にポーランド農民党を結成した。
完全自由選挙となった1991年の議会選挙では、48議席を獲得して第5党になった。任期を前倒しする形で1993年に行われた選挙では、急激な経済改革に対する批判票を集め132議席を獲得、SLDに次ぐ第2党となった。選挙後、SLDとの連立政権が発足し、パブラク党首は首相に就任した（1993年10月～1995年3月）。

#### 2011年議会選挙
トゥスク首相は、2011年秋の上院選挙においてPOとPSLの統一候補を擁立する方針を明らかにした。8月19日、議会の任期満了による選挙が10月5日に行われるのに併せて、PSLは選挙プログラムを発表した。「人間最優先」をスローガンに、国家の安全、社会の安全、食料の安全など5つの選挙公約も発表した。当初、世論調査（CBOS実施）における政党支持率では議席阻止線である5％を下回る4％台であったが、下院選挙にて阻止線を3％余上回る8.36％の得票を得て28議席を獲得した（前回比3議席減）。また上院選挙では2議席を獲得した。選挙後初の議会が招集された11月8日の翌9日、PSLは幹部会を開きPOとの連立継続を続けることを確認した。19日、第2次トゥスク内閣が正式に発足、PSLからは副首相兼経済相（ヴァルデマル・パヴラク党首）と労働・社会政策相及び農業・農村開発相の3閣僚を送り込んだ。
2012年11月18日の党大会にて党首選挙が実施され、ヤヌシュ・ピェホチニスキがパブラク党首を破って新党首に選出。パブラクは副首相兼経済相を辞任し、後任には新党首となったピエホチンスキが就任した。2013年1月には連帯ポーランドから離党した下院議員1名が入党、下院議席は29名となった。

## 選挙での成績

### ポーランド議会選挙
| 年                       | 得票数    | 得票率  | 議席数 |
| ------------------------ | --------- | ------- | ------ |
| 1991年選挙               | 972,952   | 8.67％  | 48     |
| 1993年選挙               | 2,124,367 | 15.40％ | 132    |
| 1997年選挙               | 956,184   | 7.32％  | 27     |
| 2001年選挙               | 1,168,659 | 8.98％  | 42     |
| 2005年選挙               | 821,656   | 6.96％  | 25     |
| 2007年選挙               | 1,437,638 | 8.91％  | 31     |
| 2011年選挙               | 1,201,628 | 8.36％  | 28     |
| 2015年ポーランド議会選挙 | 779,875   | 5.13％  | 16     |
| 2019年ポーランド議会選挙 | 972,339   | 5.3％   | 19     |
| 2023年選挙               | 1,189,629 | 5.5％   | 28     |

| 年         | 議席数 |
| ---------- | ------ |
| 1991年選挙 | 9      |
| 1993年選挙 | 36     |
| 1997年選挙 | 3      |
| 2001年選挙 | 4      |
| 2005年選挙 | 2      |
| 2007年選挙 | 0      |
| 2011年選挙 | 2      |
| 2015年選挙 | 1      |
| 2019年選挙 | 2      |
| 2023年選挙 | 4      |

セナトに関し党派別得票率は公表されていないので未掲載。

### 欧州議会選挙
| 年         | 得票数  | 得票率 | 議席数 |
| ---------- | ------- | ------ | ------ |
| 2004年選挙 | 386,340 | 6.34％ | 4      |
| 2009年選挙 | 516,146 | 7.01％ | 4      |
| 2014年選挙 | 480,846 | 6.80％ | 4      |
| 2019年選挙 | 826,975 | 6.06％ | 3      |

## 備考
これとは別にポーランドには「ポーランド農民党ピアスト派」（Polskie Stronnictwo Ludowe Piast）という、ポーランド農民党から離脱したごく少数の、昔ながらの伝統的農村主義の自由放任主義（レッセフェール）理念を堅持する政治家のグループから成るより保守色の強い泡沫政党があるが、この政党はポーランド議会に議席を確保していない。